# Orestida
Orestida  este un oraș în Grecia în prefectura Kastoria.